# Erik Rosenkrantz (1612-1681)
 Der er flere personer med dette navn, se Erik Rosenkrantz.
Erik Rosenkrantz (12. marts 1612 på Rosenholm – 13. oktober 1681 sammesteds) var en dansk adelsmand, godsejer og statsmand.

## Barn- og ungdom
Erik Rosenkrantz fødtes som søn af den berømte Holger Rosenkrantz "den lærde" og Sophie Axelsdatter Brahe. Han var den niende ud af en talrig sødskendeflok på 13. Grundet hans faders meget store interesse for lærdom og undervisning, var det ganske naturligt at Erik og hans brødre fik tidens bedste uddannelse. Da Holger Rosenkrantz i 1618 fik lensmandsposter på Fyn, flyttede familien til Odense, hvor Erik sendtes til Odense Latinskole. I årene 1624-26 var han ved Sorø Akademi. 17 år gammel sendtes Erik af sted på den for en ung højadelsmand obligatoriske udlandsrejse. De første par år studerede han ved universitet i Oxford. Herfra drog han 1631 til det berømte hollandske universitet i Leiden. I 1634 vendte han hjem til Danmark, hvor han deltog i "Det store Bilager", den udvalgte prins Christians bryllup med prinsesse Magdalena Sibylla af Sachsen. Erik fik samme år titel af kammerjunker. I1635 rejste han atter af sted til udlandet. Hvor den første studierejse havde været koncentreret om boglige studier, søgte han denne gang blandt andet til det adelige akademi i Saumur i Frankrig, hvor han dyrkede såkaldte adelige eksersitser – dvs. dans, fægtning, ridning m.m. Herudover bragte denne anden studierejse ham også til Paris og Orleans. Da han vendte hjem til Danmark i 1637, havde hans udlandsophold samlet varet 7 år.

## Embedskarriere
Efter uddannelsesrejserne begyndte karrieren ved hoffet. Den begyndte hos den udvalgte prins Christian på Nykøbing Slot, hvor han var kammerjunker. 1642-51 lensmand på Halsted Kloster. 1642-58 krigskommissær på Lolland-Falster. 1646 overtog han Rosenholm ved moderens død. 1657-60 lensmand på Århusgård og stiftsbefalingsmand over Århus Stift. 1660-62 lensmand på Kalø Slot. 1661-66 stiftamtmand i Århus og amtmand over Kalø og Stjernholm. 1673 etatsråd og assessor i Statskollegiet og Højesteret. 1675 udnævnt til gehejmeråd og stiftsbefalingsmand over Havreballegård, Kalø og Stjernholm Amter. Samlet kan siges om denne karriere, at den var hæderlig, men ikke opsigtsvækkende.

## Godsejeren
Som godsejer var han i besiddelse af adskillige gårde. Fra forældrene arvede han Rosenholm. Han køber Vosnæsgaard, Høgholt og Kærstrup. Via tre fordelagtige giftermål kom der yderligere en del gårde til.

## Familieliv
Erik Rosenkrantz nåede at blive gift hele tre gange, da hans to første hustruer døde ret unge. Første bryllup stod i Viborg 17. nov. 1644 m. Margrethe Albretsdatter Skeel (1626-47) til Lergrav. Hun døde kun 21 år gammel af børnekopper i Odense 1647. Efter et par år som enkemand indgik Erik Rosenkrantz på ny ægteskab. Den udkårne var denne gang en fjern slægtning, Mette Pallesdatter Rosenkrantz (1632-65) til Lungholm og Rosenlund. Brylluppet stod i København 3. juni 1649. Hun var datter af den rige Palle Rosenkrantz til Krenkerup. Selvom begge ægtefæller var ud af samme slægt, lå deres fælles aner mere end 200 år tilbage i tiden. Mette Rosenkrantz døde som kun 33-årig i 1665. Året efter, 1. oktober 1666, giftede Erik sig med den betydeligt yngre Margrethe Iversdatter Krabbe (1640-1716) til Vemmetofte. Hun var datter af den skånske adelsmand Iver Krabbe og søster til Jörgen Krabbe, der blev henrettet af svenskerne under den skånske krig. Efter Erik Rosenkrantz' død 1681 sad hun som enke på godserne i 35 år.
I de tre ægteskaber fødtes 14 børn. Blandt dem af andet ægteskab må nævnes datteren Elisabeth Rosenkrantz (1654-1721) til Rosenholm og Møllerup, samt af tredje ægteskab sønnen, den senere statsminister Iver Rosenkrantz (1674-1745).
Erik Rosenkrantz ligger begravet i Hornslet Kirke.
Erik Rosenkrantz huskes ikke mindst som alkymist. Han havde et laboratorium på Rosenholm, hvor han foretog kemiske forsøg. Desuden var han ligesom faderen en stor bogsamler.